# مرتضی حمصیان
مرتضی حمصیان (متولد ۴ تیر ۱۳۲۱)، شطرنج‌باز ایرانی و عضو سابق تیم ملی شطرنج ایران می‌باشد، که در سالهای ۱۳۴۱ و ۱۳۴۸ قهرمان شطرنج ایران شد.
وی در قالب تیم ملی شطرنج ایران، سابقه حضور در مسابقات المپیاد شطرنج در سال ۱۹۶۲ را دارد.